# ピョ・スンジュ
ピョ・スンジュ（ハングル表記:표승주、ラテン翻記:Pyo Seung-Ju、1992年8月7日 - ）は、大韓民国の女子バレーボール選手である。大韓民国代表。

## 来歴
蔚山広域市出身で、小学5年次よりバレーボールを始める。
韓一女子高等学校（韓国語版）を経て、2010年11月のVリーグドラフトで、1巡目トップで韓国道路公社ハイパスに指名されて入団した。デビューシーズンとなった2010/11シーズンでは19試合に出場して、新人選手賞に輝いている。
2014年6月、FAでチョン・デヨンが道路公社に移籍すると、GSカルテックス・ソウルKIXXは補償選手としてスンジュを指名し移籍が決定した。スンジュは「忘れられない6月になった」「自分が足りなかった部分を（ここの練習で）気付かされた」と述べている。
同年のバレーボール・ワールドグランプリにメンバー登録されシニア代表に抜擢された。
2019年、IBK企業銀行アルトスに移籍した。
2024年、イ・ソヨンのFA保障選手として大田正官庄レッドスパークスに移籍。

## 球歴
- シニア代表 - 2014年-

## 所属チーム
- 玉峴初等学校（韓国語版）
- 월평중학교（韓国語版）
- 韓一女子高等学校（韓国語版）
- 韓国道路公社ハイパス（2010-2014年）
- GSカルテックス・ソウルKIXX（2014-2019年）
- IBK企業銀行アルトス（2019-2024年）
- 大田正官庄レッドスパークス（2024年-）

## 受賞歴
- 2010/11 Vリーグ 新人選手賞

## 個人成績
韓国Vリーグレギュラーラウンドにおける個人成績は下記の通り。
| シーズン | 所属           | 出場 | 出場   | アタック | アタック | アタック | アタック | ブロック | ブロック | サーブ | サーブ | サーブ | サーブ | レセプション | レセプション | 総得点 | 備考 |
| -------- | -------------- | ---- | ------ | -------- | -------- | -------- | -------- | -------- | -------- | ------ | ------ | ------ | ------ | ------------ | ------------ | ------ | ---- |
| シーズン | 所属           | 試合 | セット | 打数     | 得点     | 決定率   | 効果率   | 決定     | /set     | 打数   | エース | /set   | 効果率 | 受数         | 成功率       | 総得点 | 備考 |
| 2010/11  | 韓国道路公社   | 19   | 35     | 197      | 70       | 35.53%   | %        | 5        | 0.14     | 88     | 12     | 0.34   | %      |              | %            | 87     |      |
| 2011/12  | 韓国道路公社   | 30   | 112    | 405      | 148      | 36.54%   | %        | 18       | 0.16     | 284    | 29     | 0.26   | %      |              | %            | 195    |      |
| 2012/13  | 韓国道路公社   | 30   | 108    | 430      | 155      | 36.05%   | %        | 26       | 0.24     | 354    | 53     | 0.49   | %      |              | %            | 234    |      |
| 2013/14  | 韓国道路公社   | 25   | 69     | 375      | 116      | 30.93%   | %        | 16       | 0.23     | 175    | 21     | 0.3    | %      |              | %            | 153    |      |
| 2014/15  | GSカルテックス | 30   | 105    | 365      | 126      | 34.52%   | %        | 16       | 0.15     | 307    | 39     | 0.37   | %      |              | %            | 181    |      |
| 2015/16  | GSカルテックス | 29   | 110    | 842      | 307      | 36.46%   | %        | 27       | 0.25     | 383    | 26     | 0.24   | %      |              | %            | 350    |      |